# Kleopas
Kleopas ist vor allem als einer der beiden Jünger bekannt, denen der auferstandene Jesus auf ihrem Weg nach Emmaus begegnete (Lk 24,18 ).
Es ist umstritten, ob Kleopas mit dem Kleophas/Klopas identisch ist, der in Joh 19,25  bei Maria des Kleophas erwähnt wird, die unter Jesu Kreuz stand. Kleopas deutet auf den griechischen Namen Kleopatros hin, während Klopas als semitischer Name bekannt ist. Richard Bauckham sieht in Klopas eine seltene semitische Form des griechischen Kleopas und nimmt aufgrund der Seltenheit des Namens an, dass Kleopas mit dem bei Hegesippus erwähnten Klopas identisch ist und zu den Verwandten Jesu gehörte, die in der palästinischen judenchristlichen Gemeinde eine führende Rolle spielten.
Nach Hegesippus war Klopas der Bruder von Josef, dem Ziehvater Jesu, sowie der Vater von Simon oder Simeon, der nach Eusebius von Caesarea Nachfolger seines Vetters Jakobus als Leiter der Jerusalemer Urgemeinde wurde.
In den Schriften von Dorotheus und Hippolyt von Rom wird Kleopas selbst als zweiter Bischof von Jerusalem erwähnt (nach Jakobus).

## Gedenktag
Sein katholischer und orthodoxer Gedenktag ist der 25. September.

## Bauernregel
Die dem Namenstag entsprechende Bauernregel lautet:

„Nebelt’s an St. Kleophas, wird der ganze Winter nass.“